# Uroš Čufer
Uroš Čufer (ur. 1970) – słoweński ekonomista, bankowiec i polityk, w latach 2013–2014 minister finansów.

## Życiorys
Ukończył studia na Université Paris-Dauphine, na tej uczelni w 1999 obronił doktorat poświęcony słoweńskiej polityce monetarnej. Od 1999 do 2004 kierował departamentem analizy finansowej w ramach Banku Słowenii. Następnie stał na czele departamentu zarządzania finansami w banku Nova Ljubljanska banka, odpowiadał też w nim za program cięcia kosztów i plan restrukturyzacji.
20 marca 2013 powołany na stanowisko ministra finansów w rządzie Alenki Bratušek z rekomendacji Pozytywnej Słowenii. Od grudnia 2013 do lutego 2014 tymczasowo kierował też ministerstwem rozwoju gospodarczego i technologii. Funkcję ministra finansów zajmował do końca urzędowania gabinetu we wrześniu 2014.